# Jan Willems (politicus)
Jan Baptist Willems (Humbeek, 20 juli 1907 - Humbeek, 29 juli 1997) was de laatste burgemeester van de gemeente Humbeek in de provincie Brabant, voor die gemeente op 1 januari 1977 werd opgenomen in de fusiegemeente Grimbergen.
Hij was gehuwd met Maria Francisca De Wit; hun zoon Eddy Willems zou later burgemeester van Grimbergen worden. Jan Willems streed mee in de Tweede Wereldoorlog. Hij stichtte de zaak Aluminium Perfect BVBA in de Warandestraat, waar oorspronkelijk speelgoed, later huishoudartikelen en nog later fantasievoorwerpen werden geproduceerd.
Hij was burgemeester van Humbeek van 1959 tot 1976. Hij was tevens erevoorzitter van de beheerraad van de Koninklijke Harmonie Sint Cecilia en van de Koninklijke Maatschappij De Vliegende Ster en een tijd raadslid van de Randfederatie Vilvoorde. Hij was ook lid van verschillende kerkelijke en burgerlijke verenigingen te Humbeek.
Hij overleed te Humbeek op 90-jarige leeftijd.